# Chaetocnema
Chaetocnema är ett släkte av skalbaggar som beskrevs av Stephens 1831. Chaetocnema ingår i familjen bladbaggar.

## Bildgalleri

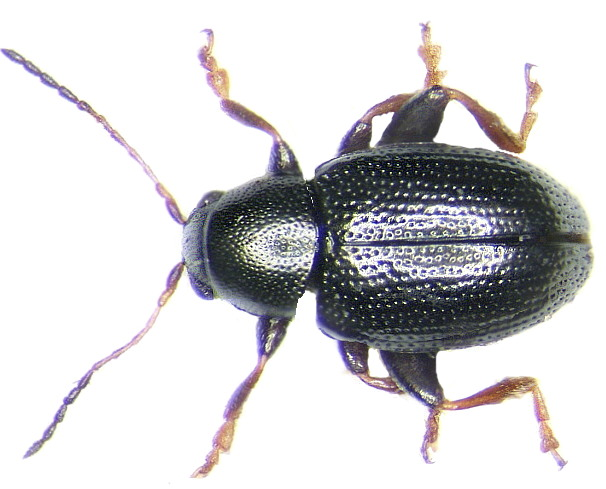
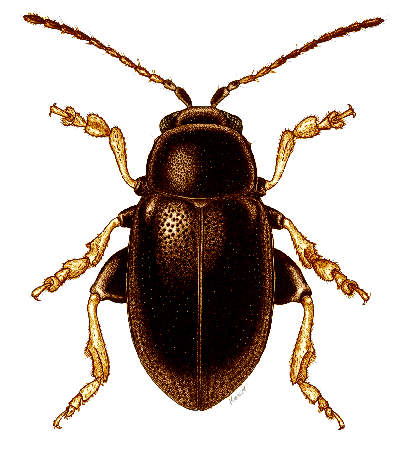
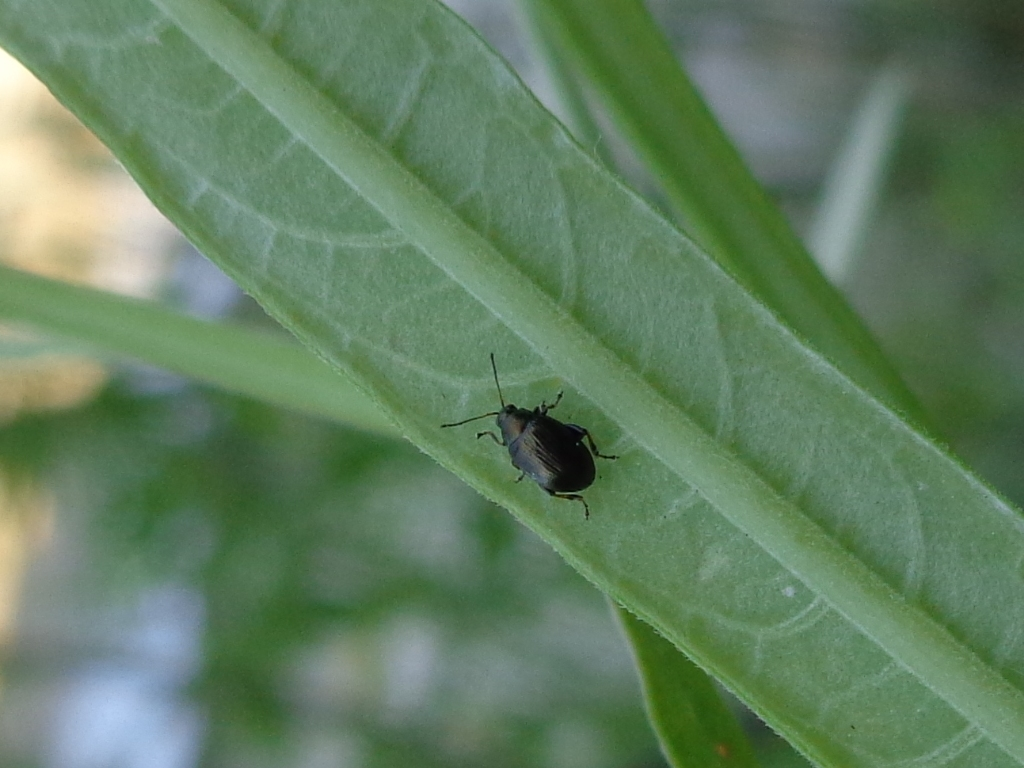
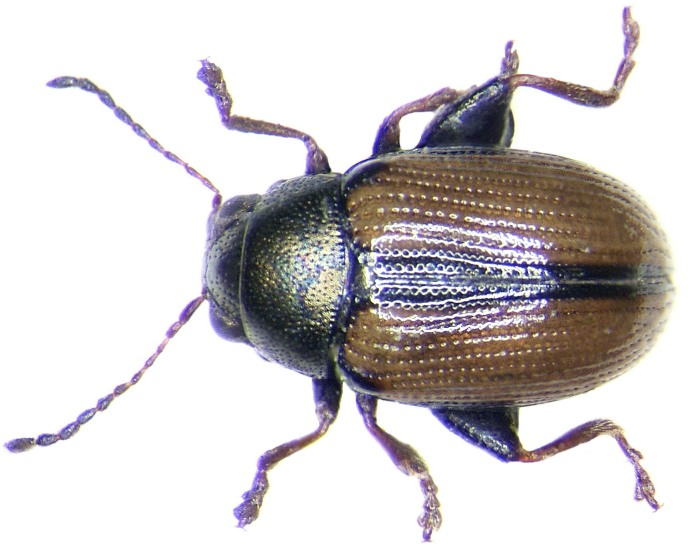
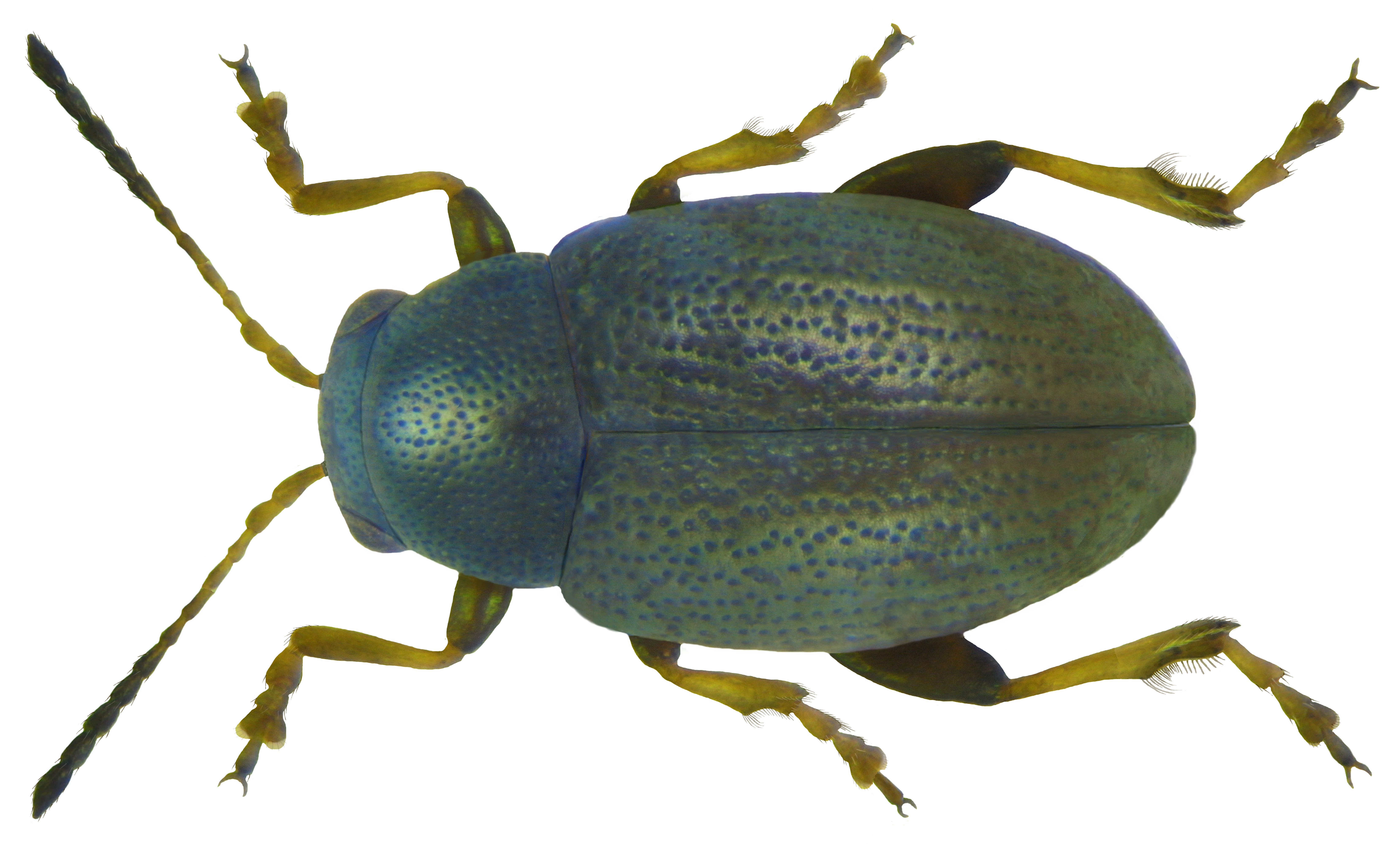

## Dottertaxa tillChaetocnema, i alfabetisk ordning[1][2]
- Chaetocnema acuminata
- Chaetocnema acupunctata
- Chaetocnema aequabilis
- Chaetocnema aerosa
- Chaetocnema albiventris
- Chaetocnema alutacea
- Chaetocnema anisota
- Chaetocnema arida
- Chaetocnema aridula
- Chaetocnema arizonica
- Chaetocnema bicolor
- Chaetocnema blatchleyi
- Chaetocnema borealis
- Chaetocnema breviuscula
- Chaetocnema brunnescens
- Chaetocnema californica
- Chaetocnema coacta
- Chaetocnema compressa
- Chaetocnema concinna
- Chaetocnema confinis
- Chaetocnema confusa
- Chaetocnema costata
- Chaetocnema crenulata
- Chaetocnema cribrata
- Chaetocnema cribrifrons
- Chaetocnema densa
- Chaetocnema denticulata
- Chaetocnema difficilis
- Chaetocnema dispar
- Chaetocnema ectypa
- Chaetocnema elongatula
- Chaetocnema enigmatica
- Chaetocnema extenuata
- Chaetocnema floridana
- Chaetocnema fulvida
- Chaetocnema fuscata
- Chaetocnema gentneri
- Chaetocnema hortensis
- Chaetocnema irregularis
- Chaetocnema labiosa
- Chaetocnema livida
- Chaetocnema magnipunctata
- Chaetocnema mannerheimii
- Chaetocnema megachora
- Chaetocnema megasticta
- Chaetocnema minitruncata
- Chaetocnema minuta
- Chaetocnema obesa
- Chaetocnema obesula
- Chaetocnema obliterata
- Chaetocnema opacula
- Chaetocnema opulenta
- Chaetocnema ordinata
- Chaetocnema perturbata
- Chaetocnema picipes
- Chaetocnema pinguis
- Chaetocnema producta
- Chaetocnema prolata
- Chaetocnema protensa
- Chaetocnema pulicaria
- Chaetocnema quadricollis
- Chaetocnema repens
- Chaetocnema rileyi
- Chaetocnema sahlbergii
- Chaetocnema semicoerulea
- Chaetocnema serpentina
- Chaetocnema subcoerulea
- Chaetocnema subconvexa
- Chaetocnema subviridis
- Chaetocnema texana
- Chaetocnema tibialis
- Chaetocnema truncata
- Chaetocnema vesca